# Abderrahmane Benamadi
Abderrahmane Benamadi (in arabo عبد الرحمان بن عمادي‎?; Algeri, 3 luglio 1985) è un judoka algerino.
Nel 2016 ha partecipato ai Giochi olimpici di Rio de Janeiro perdendo al primo turno contro l'uzbeko Sherali Juraev.

## Palmarès
- Mondiali

Il Cairo 2005: argento nei -81kg;
- Campionati africani

Port Elizabeth 2005: bronzo nei -81kg;
Mauritius 2005: bronzo nei -81kg;
Agadir 2008: bronzo nei -81kg;
Dakar 2011: oro nei -81kg;
Agadir 2012: argento nei -81kg;
Port Louis 2014: argento nei -90kg;
Libreville 2015: oro nei -90kg;
Tunisi 2016: oro nei -90kg;
Antananarivo 2017: bronzo nei -90kg;
Tunisi 2018: oro nei -90kg.
- Giochi africani

Algeri 2007: argento nei -81kg;
Maputo 2011: oro nei -81kg;
Brazzaville 2015: oro nei -90kg.